# Альпійські луки Горату та Хазареджату
Альпійські луки Горату та Хазареджату (ідентифікатор WWF: PA1004) — палеарктичний екорегіон гірських луків та чагарників, розташований в горах Центрального Афганістану.

## Географія
Екорегіон альпійських луків Горату та Хазареджату розташований в центральній частині Центральноафганського нагір'я, у високогір'ях Середньоафганських гір, на території історичного регіону Хазареджату, зокрема на території провінції Гор. Середньоафганські гори є західним продовженням Гіндукушу і діляться на кілька гірських хребтів, з яких найбільш значним є хребет Кох-і Баба. Висота регіону коливається від 1248 м до 4868 м над рівнем моря, середня висота становить 2970 м над рівнем моря. На північ від регіону поширені склерофітні рідколісся Паропамізу, а на південь — склерофітні рідколісся Середньоафганських гір.

## Клімат
В межах екорегіону домінує підтип вологого континентального клімату, який характеризується теплим і сухим літом (Dsb за класифікацією кліматів Кеппена). Середньорічна температура становить 3,2 °C, середня максимальна температура 23,4 °C, середня мінімальна температура -18,6 °C. Середньорічна кількість опадів становить 415,6 мм, значна частина з яких випадає взимку у вигляді снігу.

## Флора і фауна
Основними рослинними угрупованнями є субальпійські та альпійські луки, місцями порослі колючими чагарниками. Близько 72 % території екорегіону мають рослинний покрив, решта позбавлена рослинності.
В регіоні широко поширені вічнозелені хвойні чагарники гімалайського яловця (Juniperus recurva). Також поширеними є подушкоподібні чагарники, представлені різними видами жостеру (Rhamnus), еспарцету (Onobrychis), астрагалу (Astragalus), кузинії (Cousinia) та полину (Artemisia). Різнотравні луки зволожуються талою сніговою водою. 
В екорегіоні зареєстровано понад 190 видів хребетних тварин. Серед рідкісних видів ссавців, поширених в регіоні, слід відзначити архара (Ovis ammon), гімалайського ведмедя (Ursus thibetanus), уріала (Ovis vignei), сибірського козла (Capra sibirica), леопарда (Panthera pardus) та снігового барса (Panthera uncia). На берегах гірських річок та струмків мешкають річкові видри (Lutra lutra), а у їх холодній воді живуть афганські кутозуби (Paradactylodon mustersi), ендемічний вид саламандр. Серед рідкісних птахів, поширених в регіоні, слід відзначити чорного грифа (Aegypius monachus), стерв'ятника (Neophron percnopterus) та степову чайку (Vanellus gregarius), яка трапляється тут на міграції. Також в афганських горах зустрічаються шахіни (Falco peregrinus pelegrinoides), індійські вівчарики (Phylloscopus griseolus), палеарктичні пугачі (Bubo bubo) та майже ендемічні афганські нівероли (Pyrgilauda theresae). Можливо, тут досі збереглися бенгальські сипи (Gyps bengalensis), хоча вважається, що вони вже вимерли в Афганістані.

## Збереження
Оцінка 2017 року показала, що 753 км², або 1 % екорегіону, є заповідними територіями. Природоохоронні території включають Національний парк Банд-е Амір та Національний парк Аджарської долини.